# Escalada esportiva nos Jogos Olímpicos de Verão de 2024 - Combinado feminino
A competição do combinado feminino da escalada esportiva nos Jogos Olímpicos de Verão de 2024 foi disputada entre 6 e 10 de agosto de 2024 no Local de Escalada Esportiva de Le Bourget, em Saint-Denis. Um total de 20 escaladoras de 13 Comitês Olímpicos Nacionais (CON) participaram do evento. Para Paris 2024, a prova manteve as disciplinas do boulder e do lead (dificuldade), mas a prova de velocidade passou a contar com seu próprio evento.

## Qualificação
Um total de 20 escaladoras se classificaram ao evento combinado em Paris 2024. Cada Comitê Olímpico Nacional (CON) só poderia inscrever no máximo duas competidoras, com as vagas sendo atribuídas nominalmente as escaladoras.

## Calendário
Horário local (UTC+2)
| Data                 | Horário     | Fase                         |
| -------------------- | ----------- | ---------------------------- |
| 6 de agosto de 2024  | 10:00       | Semifinal – boulder          |
| 8 de agosto de 2024  | 10:00       | Semifinal – lead             |
| 10 de agosto de 2024 | 10:15 12:35 | Final – boulder Final – lead |

## Medalhistas
| Ouro   | SLO Janja Garnbret  |
| Prata  | USA Brooke Raboutou |
| Bronze | AUT Jessica Pilz    |

## Resultados

### Semifinalboulder
A fase semifinal do boulder foi realizada em 6 de agosto de 2024.
| Pos. | Escaladora               | Boulder | Boulder | Boulder | Boulder | Total |
| Pos. | Escaladora               | 1       | 2       | 3       | 4       | Total |
| ---- | ------------------------ | ------- | ------- | ------- | ------- | ----- |
| 1    | SLO Janja Garnbret       | 25.0    | 25.0    | 24.9    | 24.7    | 99.6  |
| 2    | FRA Oriane Bertone       | 24.9    | 24.9    | 25.0    | 9.7     | 84.5  |
| 3    | USA Brooke Raboutou      | 24.4    | 24.9    | 9.8     | 24.6    | 83.7  |
| 4    | AUS Oceana Mackenzie     | 25.0    | 24.9    | 24.8    | 4.9     | 79.6  |
| 5    | USA Natalia Grossman     | 9.8     | 25.0    | 9.8     | 24.6    | 69.2  |
| 6    | AUT Jessica Pilz         | 9.8     | 10.0    | 24.5    | 24.5    | 68.8  |
| 7    | JPN Miho Nonaka          | 24.8    | 24.6    | 10.0    | 5.0     | 64.4  |
| 8    | ITA Camilla Moroni       | 5.0     | 24.5    | 10.0    | 24.5    | 64.0  |
| 9    | CHN Luo Zhilu            | 4.8     | 24.9    | 9.4     | 24.5    | 63.6  |
| 10   | GBR Erin McNeice         | 5.0     | 24.7    | 24.9    | 5.0     | 59.6  |
| 11   | JPN Ai Mori              | 0.0     | 24.6    | 4.7     | 24.7    | 54.0  |
| 12   | FRA Zélia Avezou         | 4.7     | 24.7    | 10.0    | 9.9     | 49.3  |
| 13   | KOR Seo Chae-hyun        | 5.0     | 24.8    | 9.7     | 4.7     | 44.2  |
| 14   | UKR Jenya Kazbekova      | 4.9     | 24.8    | 5.0     | 4.8     | 39.5  |
| 15   | CHN Zhang Yuetong        | 4.8     | 10.0    | 10.0    | 4.9     | 29.7  |
| 16   | GER Lucia Dörffel        | 5.0     | 9.7     | 9.8     | 4.7     | 29.2  |
| 17   | SLO Mia Krampl           | 4.6     | 9.9     | 9.7     | 4.2     | 28.4  |
| 18   | ITA Laura Rogora         | 0.0     | 4.4     | 5.0     | 3.8     | 13.2  |
| 19   | GBR Molly Thompson-Smith | 0.0     | 4.8     | 5.0     | 0.0     | 9.8   |
| 20   | RSA Lauren Mukheibir     | 0.0     | 0.0     | 0.0     | 0.0     | 0.0   |

### Semifinallead
A fase semifinal do lead foi realizada em 8 de agosto de 2024.
| Pos. | Escaladora               | Pontos |
| ---- | ------------------------ | ------ |
| 1    | SLO Janja Garnbret       | 96.1   |
| 1    | JPN Ai Mori              | 96.1   |
| 3    | AUT Jessica Pilz         | 88.1   |
| 4    | USA Brooke Raboutou      | 72.1   |
| 4    | KOR Seo Chae-hyun        | 72.1   |
| 6    | CHN Zhang Yuetong        | 68.0   |
| 7    | GBR Erin McNeice         | 64.1   |
| 8    | ITA Laura Rogora         | 57.1   |
| 9    | GBR Molly Thompson-Smith | 57.0   |
| 10   | JPN Miho Nonaka          | 51.1   |
| 10   | GER Lucia Dörffel        | 51.1   |
| 10   | SLO Mia Krampl           | 51.1   |
| 13   | CHN Luo Zhilu            | 48.1   |
| 14   | FRA Oriane Bertone       | 45.1   |
| 14   | AUS Oceana Mackenzie     | 45.1   |
| 14   | FRA Zélia Avezou         | 45.1   |
| 14   | UKR Jenya Kazbekova      | 45.1   |
| 18   | USA Natalia Grossman     | 39.1   |
| 19   | ITA Camilla Moroni       | 36.1   |
| 20   | RSA Lauren Mukheibir     | 4.1    |

### Classificação
Após ambas as semifinais, os resultados de cada competidora foi combinada para calcular a pontuação total. As oito escaladoras com as melhores pontuações avançaram para a final.
| Pos. | Escalador                | Pts. tot. | Notas |
| ---- | ------------------------ | --------- | ----- |
| 1    | SLO Janja Garnbret       | 195.7     | Q     |
| 2    | AUT Jessica Pilz         | 156.9     | Q     |
| 3    | USA Brooke Raboutou      | 155.8     | Q     |
| 4    | JPN Ai Mori              | 150.1     | Q     |
| 5    | FRA Oriane Bertone       | 129.6     | Q     |
| 6    | AUS Oceana Mackenzie     | 124.7     | Q     |
| 7    | GBR Erin McNeice         | 123.7     | Q     |
| 8    | KOR Seo Chae-hyun        | 116.3     | Q     |
| 9    | JPN Miho Nonaka          | 115.5     |       |
| 10   | CHN Luo Zhilu            | 111.7     |       |
| 11   | USA Natalia Grossman     | 108.3     |       |
| 12   | ITA Camilla Moroni       | 100.1     |       |
| 13   | CHN Zhang Yuetong        | 97.7      |       |
| 14   | FRA Zélia Avezou         | 94.4      |       |
| 15   | UKR Jenya Kazbekova      | 84.6      |       |
| 16   | GER Lucia Dörffel        | 80.3      |       |
| 17   | SLO Mia Krampl           | 79.5      |       |
| 18   | ITA Laura Rogora         | 70.3      |       |
| 19   | GBR Molly Thompson-Smith | 66.8      |       |
| 20   | RSA Lauren Mukheibir     | 4.1       |       |

### Final
A final do combinado de boulder e lead foi realizada em 10 de agosto de 2024. A pontuação obtida nas duas disciplinas determinou as medalhistas.
| Pos.              | Escaladora           | Pts. boulder | Pts. lead | Pts. tot. |
| ----------------- | -------------------- | ------------ | --------- | --------- |
| Medalha de ouro   | SLO Janja Garnbret   | 84.4         | 84.1      | 168.5     |
| Medalha de prata  | USA Brooke Raboutou  | 84.0         | 72.0      | 156.0     |
| Medalha de bronze | AUT Jessica Pilz     | 59.3         | 88.1      | 147.4     |
| 4                 | JPN Ai Mori          | 39.0         | 96.1      | 135.1     |
| 5                 | GBR Erin McNeice     | 59.5         | 68.1      | 127.6     |
| 6                 | KOR Seo Chae-hyun    | 28.9         | 76.1      | 105.0     |
| 7                 | AUS Oceana Mackenzie | 59.7         | 45.1      | 104.8     |
| 8                 | FRA Oriane Bertone   | 59.5         | 45.0      | 104.5     |